# Красная Поляна (Арзамасский район)
Кра́сная Поля́на — деревня в Арзамасском районе Нижегородской области. Входит в состав муниципального образования сельское поселение Чернухинский сельсовет

## Население
| 1999 | 2002 | 2010 |
| ---- | ---- | ---- |
| 64   | ↘35  | ↘9   |